# Anne Grete Preus
Anne Grete Preus, född 22 maj 1957 i Haugesund, död 25 augusti 2019, var en norsk sångare, gitarrist och komponist. Hon var först med i banden Veslefrikk och Can Can, innan hon 1988 gav ut sitt första soloalbum.

## Karriär
Preus är uppväxt i Haugesund och i Lillestrøm från hon var 8 år. När hon var en 20-årig psykologistudent gick hon, 1978, med i den radikala folkrockgruppen Veslefrikk. De gav ut fyra album. År 1982 startade hon och Per Vestaby ett nytt projekt, bandet Can Can, som gav ut ett par album. Efter detta började hon göra egna soloalbum och fick en allt större publik. Ett kännemärke i hennes musik är den djupa rösten och de ärliga metaforiska texterna.
På samma gång som hon har gett ut album så har hon också gjort många andra saker. På 1980-talet var hon med i NRK:s rockmagasin Zting, hon har varit stämman till Ursula i den norska versionen av Den lille havfruen, hon har skrivit musik till en teateruppsättningar, flera filmer och en TV-serie, hon har jobbat tillsammans med Vertavokvartetten, med mera.
På början av 1990-talet kom hennes hittills största albumsuccé Millimeter. Den fick mycket beröm av musikjournalister och hon fick tre Spellemannpriser. Det var för bästa kvinnliga artist, bästa låt och bästa album. Därmed var hon helt uppe i toppen av den norska rocken på mitten av detta decennium. Efter detta har hon hållit sig kvar där som en av de främsta kvinnorna inom den genren i Norge. Hon har fått flera priser, varit med på ett populärt TV-program, och gett ut nya album. 
Våren 2017 började hon undervisa i rock i en anställning på 20 procent, som professor, i två år.
2019 avled Preus i sviterna av levercancer.

## Diskografi

### Solo

#### Album
- Snart 17  (1984)
- Hotel St. Pauli (1988)
- Fullmåne (1988)
- Lav sol! Høy himmel (1989)
- Og høsten kommer tidsnok (1991)
- Millimeter (1994)
- Vrimmel (1996)
- Mosaikk – 16 biter (1998)
- Alfabet (2001)
- Når dagen roper (2004)
- Om igjen for første gang (2007)
- Nesten alene (2009)
- En røff guide til Anne Grete Preus (2012)
- Et sted å feste blikket (2013)
- Anne Grete Preus komplett 1988–2013 (2013)

#### Singlar
- "Ynglingen" / "Vise om byen Hiroshima" (promo) (1988)
- "Alt for deg" / "Ro meg over" (1989)
- "Jeg er en by" / "Fryd" (promo) (1989)
- "Se" / "Sommerfuglvinger" (promo) (1991)
- "Millimeter" / "Stockholm" / "Fryd" (maxi-singel) (1994)
- "Stemmene inni" (promo) (1994)
- "Månens elev" (promo) (1994)
- "Hjertets lys" (1996)
- "Elva renner videre" (promo) (1996)
- "Har alt" (promo) (1996)
- "Hvitt lys i natten" (med Vertavokvartetten) (1997)
- "Når himmelen faller ned" (promo) (1998)
- "Verden er et vakkert sted" (maxi-singel) (1999)
- "Sorte hull" (2001)
- "Amatør" (2001)
- "Vår i meg" (2004)
- "Kom oftere, kom!" (promo) (2004)
- "Åndelig matematikk" (promo) (2004)
- "To venner" (2007)
- "God nok som du er" (promo) (2007)
- "Bornholm kafé" (2009)
- "Vær hos meg" (2013)
- "But for the Grace" (2013)
- "Sang til Aurora" (2014)

### Veslefrikk

#### Album
- Veslefrikk (1978)
- 1980 (1980)
- Kameleon (1981)
- Live (1982)

### Can Can

#### Album
- En lek i forhold (1984)
- European Rainbow (1986)
- En lek i forhold/European Rainbow (2003)

## Utmärkelser
- Gammleng-prisen ("Åpen klasse") 1992
- Kardemommestipendiet 1992
- Spellemannprisen 1994 (i klassen "Kvinnelig artist" för albumet Millimeter)
- Spellemannprisen 1994 (i klassen "Årets album" för Millimeter)
- Spellemannprisen 1994 (i klassen "Årets hit" för låten "Millimeter")
- Tekstforfatterfondets ærespris 2006
- Norsk Artistforbunds Ærespris 2007
- Prøysenprisen 2007
- Edvard-prisen 2008 (i klassen "Populærmusikk" för albumet Om igjen for første gang)
- Skjæraasenprisen 2010
- Gammleng-prisen ("Veteranprisen") 2013
- Spellemannprisen ("Hedersprisen") 2013
- Anders Jahres Kulturpris (2018)